# Нурыев, Сапармурад Нурыевич
Сапармурад Нурыевич Нурыев (туркм. Saparmyrat Nuryýewiç Nuryýew) — туркменский государственный деятель.

## Биография
Родился в Иолотанском районе Туркменской ССР.
Работал в системе Туркменглавэнерго с 1964 г. после окончания Ташкентского института инженеров железнодорожного транспорта. Инженер-энергетик.
В 1964—1968 годы работал на Безмеинской ГРЭС им. Ленина в Ашхабадской области вместе с Сапармуратом Ниязовым.
С 1968 года на Марыйской ГРЭС: главный инженер, затем — директор строящейся ГРЭС, с ноября 1971 г. — директор действующей ГРЭС.
26.01.1995 — 03.03.2000 — министр энергетики и промышленности Туркменистана.
07.04.1997 — 28.01.2000 — заместитель Председателя Кабинета министров Туркменистана.
3 марта 2000 года освобождён от должности министра энергетики и промышленности «за серьезные недостатки в работе, злоупотребление служебным положением и личную нескромность». Был обвинён в нанесении ущерба государству и присвоении государственного имущества на сумму, эквивалентную 2,5 миллионов долларов США. Получил предложение вернуть указанную сумму в течение 2 недель и избежать уголовной ответственности.
По данным некоторых источников, а также согласно интервью, данным бывшим министром иностранных дел Туркменистана Борисом Шихмурадовым газете «Известия», после отставки находился в ссылке, «почти в заточении».
Дальнейшая судьба достоверно неизвестна.
Соавтор монографии: Развитие электроэнергетики Туркменистана / Сапармурад Нурыев, Азат Чарыев. Ашгабат: Б. и. ; Москва : SIGNAR, 1998

## Варианты транскрипции имени и фамилии
- Имя: Сапармурат, Сапармырат